# Delivery (sang)
Delivery er en single lavet af det engelske rockband Babyshambles. Delivery findes på albummet Shotter's Nation. Babyshambles-sangen varer 2 minutter og 42 sekunder.
| Musik | Spire Denne musikartikel er en spire som bør udbygges. Du er velkommen til at hjælpe Wikipedia ved at udvide den. |